# 82型驱逐舰
82型驱逐舰（Type 82 destroyer）即布里斯托尔级驱逐舰（Bristol -class destroyer）是英国皇家海军拟用作取代郡级驱逐舰用作护航CVA-01航空母舰舰队的防空驱逐舰，但由于CVA-01航空母舰计划取消以及布里斯托尔级驱逐舰自身问题，本级舰只建造了一艘，日后被更多的作为武器实验测试的平台。

## 设计背景
在1960年代，面对苏联日益强大的海空力量，北约盟国急需要一种护航航母舰艇，以保护航行于大西洋上的船团。但当时北约各国严重缺乏此类舰艇，皇家海军当时的Type12Ⅰ“利安德”级护卫舰(Leander class)也无法提供足够的防空能力，即便是1960年代开始服役的郡级(Country Class)导弹驱逐舰也迅速落伍。在1960年代，皇家海军积极规划CVA-01舰队型航空母舰，需要性能更好的防空舰艇；于是，配合CVA-01，皇家海军计划发展一种可执行护航任务，并能提供足够防空能力的护航空母舰。结果就是排水量七千吨级的Type-82导弹驱逐舰。

## 基本信息

### 电子系统
- Type-965M型三维对空搜索雷达×1 (最初装备，1986年后被1022式取代)
- Type-1022型三维对空搜索雷达×1 (1986年后换装)
- Type-992R型低角度搜索雷达×1
- Type-978型导航雷达×1 （尔后被Type-1006取代）
- Type-1006型导航雷达×1
- UAA-1电子对抗系统 (1979年加装)
- Type-675型电子对抗系统 (1979年加装)
- MK-36 SRBOC超快速干扰弹发射器×2 (1983年加装)
- 维克斯Corvus八联装干扰弹发射器×2 (1979年加装)
- 182型拖曳式鱼雷诱饵

### 声纳
- Type-170搜索声纳系统×1
- Type-184M型目标标定声纳×1
- Type-162M型舰底被动搜索声纳×1

### 作战系统
- DAWS-2舰载战斗系统；Link 10，11，14
- 909型射控雷达×2

### 舰载武装
- MK8 113mm舰炮×1
- GWS.30双臂导弹发射系统×1 (使用GWS-30海镖防空导弹，载弹量40枚)

- Oerlikon/BMARC GM-BO1 20mm/93倍径防空机炮×2 （1979年）/4 （1983年）
- BMARC GCM-A03双联装30mm防空机炮×2 (1983年加装)[來源請求]
- Ikara反潜火箭发射器×1 (1984年被拆除)
- MK-10反潜炮×1 (1979年被拆除)
- 舰载机 无机库，只有飞行甲板

## 相關連結
- 42型驅逐艦
- 英國皇家海軍
- 驅逐艦